# 氨基青霉素

氨基青霉素的一般结构，侧链的α位碳原子上有一个氨基是氨基青霉素的特征

氨基青霉素（aminopenicillins）是一群β-内酰胺类抗生素青霉素的衍生物。氨基青霉素类因为在青霉素侧链的α位碳原子上加上了一个氨基（-NH2）而得名，第一种合成的氨基青霉素是氨苄西林。因为加上了一个氨基，氨基青霉素在酸性环境下稳定性增强，同时对革兰氏阴性菌的杀伤作用也增强，比如氨苄西林就对大肠杆菌等革兰氏阴性菌有杀伤作用:214。